# Едит Якобсон
Вижте пояснителната страница за други личности с името Якобсон.
Едит Якобсон (на немски: Edith Jacobson) е германо-американска психоаналитичка.

## Научна дейност
Главните приноси на Якобсон към психоаналитичното мислене се отнасят до развитието на идеите за чувството за идентичност и самоуважение и с разбирането на депресията и психозата. Тя успява да интегрира тройния структурен модел на класическата психоанализа (То-Аз-Свръхаз) с теорията на обектните отношения в ревизирана теория на нагоните. По този начин увеличава възможностите на лечението на по-неуравновесени едипови пациенти.